# Шпиль (механизм)
Шпиль (от нидерл. spijl — «якорный ворот») — механизм на торговом судне (или военном корабле) типа ворот с вертикальной осью вращения; служит для вытягивания якорной цепи из воды. Также шпиль используют для швартовных операций, выбирания троса, перемещения груза, выборки тралов, рыболовных сетей и прочего. Иногда используют в значении кабеста́н.
Двойной шпиль — шпиль с двумя барабанами на одном баллере, расположенными по вертикали. Применение двойного шпиля позволяет экономить полезную площадь бака.
Отжать шпиль! — голосовая команда, по которой барабан шпиля должен быть разобщён со шпинделем.
Шпили различают по типу привода: ручные, паровые, электрические, гидравлические.
Наибольшая нагрузка на шпиль приходится при отрыве якоря от грунта.

## Виды шпилей

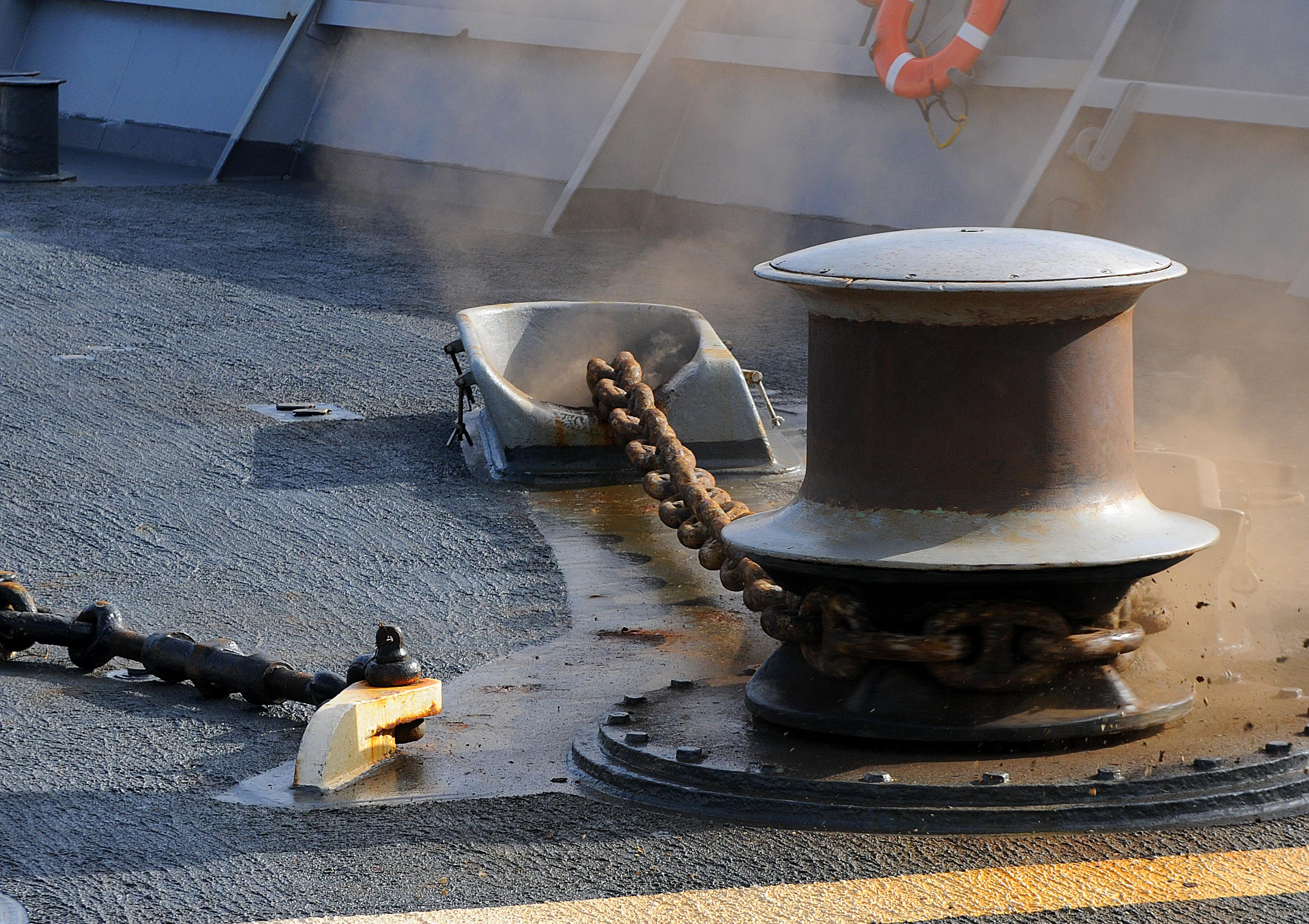
Гидравлический шпиль на корабле USS Underwood (FFG 36)

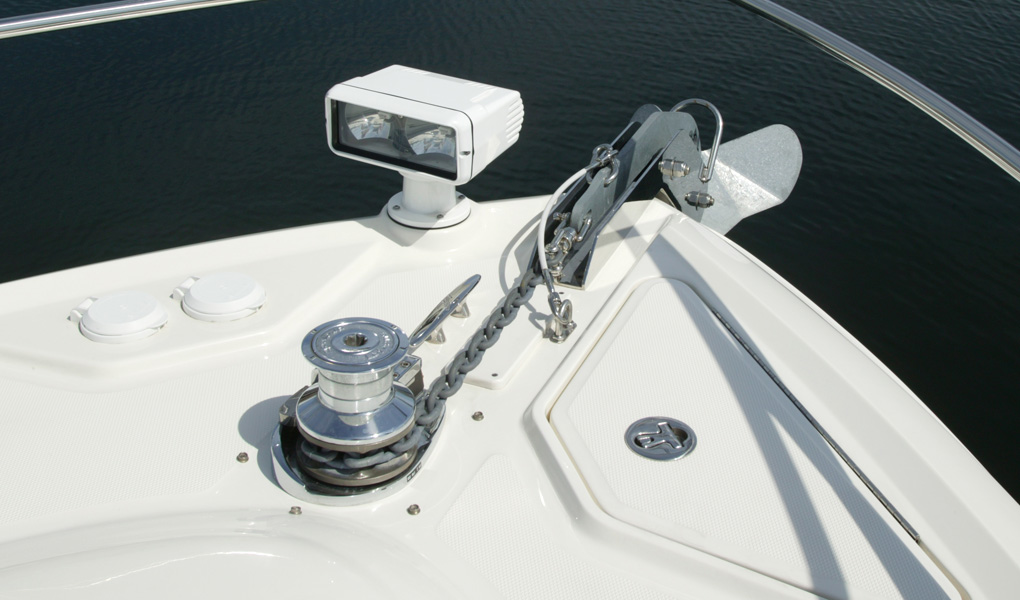
Электрический шпиль

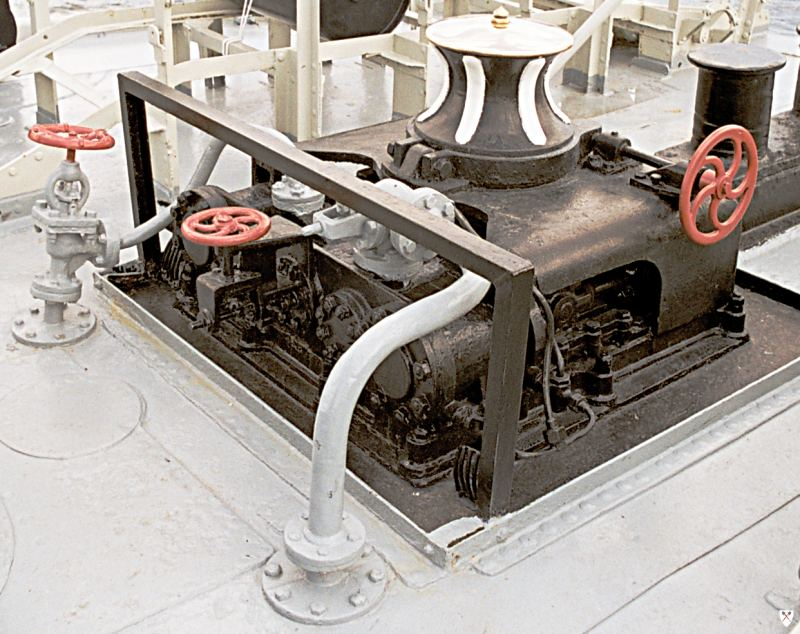
Паровой шпиль

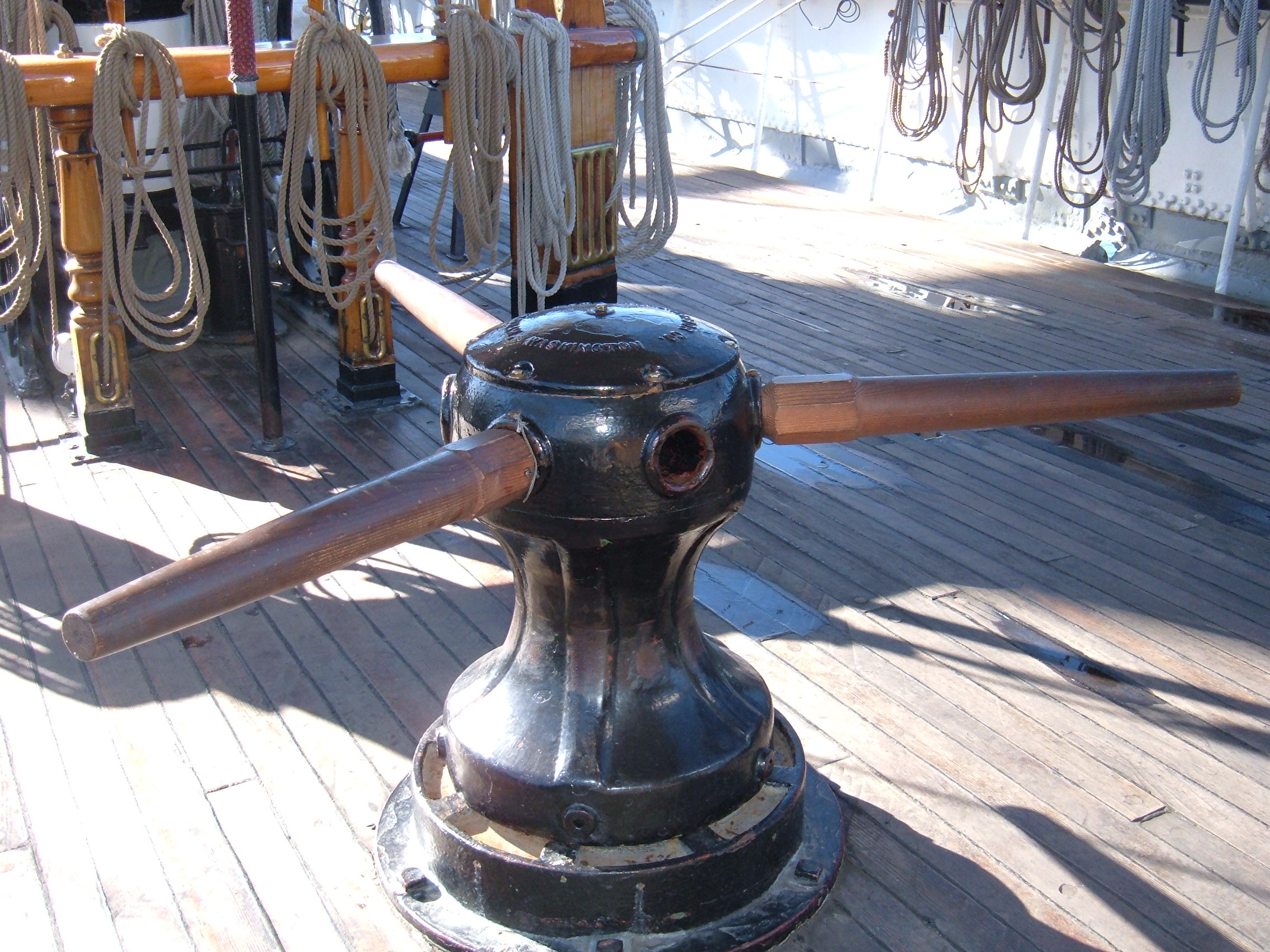
Ручной шпиль

Одинарный шпиль (capstan) — механизм с собственным приводом, имеющий звёздочку с вертикальной осью вращения.
Соединённый шпиль (coupled capstan) — механизм с собственным приводом, состоящий из двух одинарных шпилей, имеющих общий редуктор или самостоятельные редукторы, кинематически соединённые между собой.
Швартовный шпиль (mooring capstan) — механизм с собственным приводом, имеющий турачку с вертикальной осью вращения, обеспечивающий выбирание швартовного каната.
Одинарный якорно—швартовный шпиль (vertical shaft windlass) — механизм с собственным приводом, имеющий звёздочку и турачку, которые расположены на одной вертикальной оси.
Соединённый якорно—швартовный шпиль (coupled anchor—mooring capstan) — механизм с собственным приводом, состоящий из двух одинарных якорно—швартовных шпилей, имеющих общий редуктор или самостоятельные редукторы, кинематически соединённые между собой.
Однопалубный шпиль (one-deck capstan) — якорно—швартовный или швартовный шпиль, у которого все конструктивные части смонтированы на одной палубе. Привод может быть расположен под палубой или над палубой.
Двухпалубный шпиль (double-deck capstan) — якорно—швартовный или швартовный шпиль, у которого привод расположен на палубе, находящейся ниже палубы, где расположены звёздочка и (или) турачка шпиля.

## Конструкция

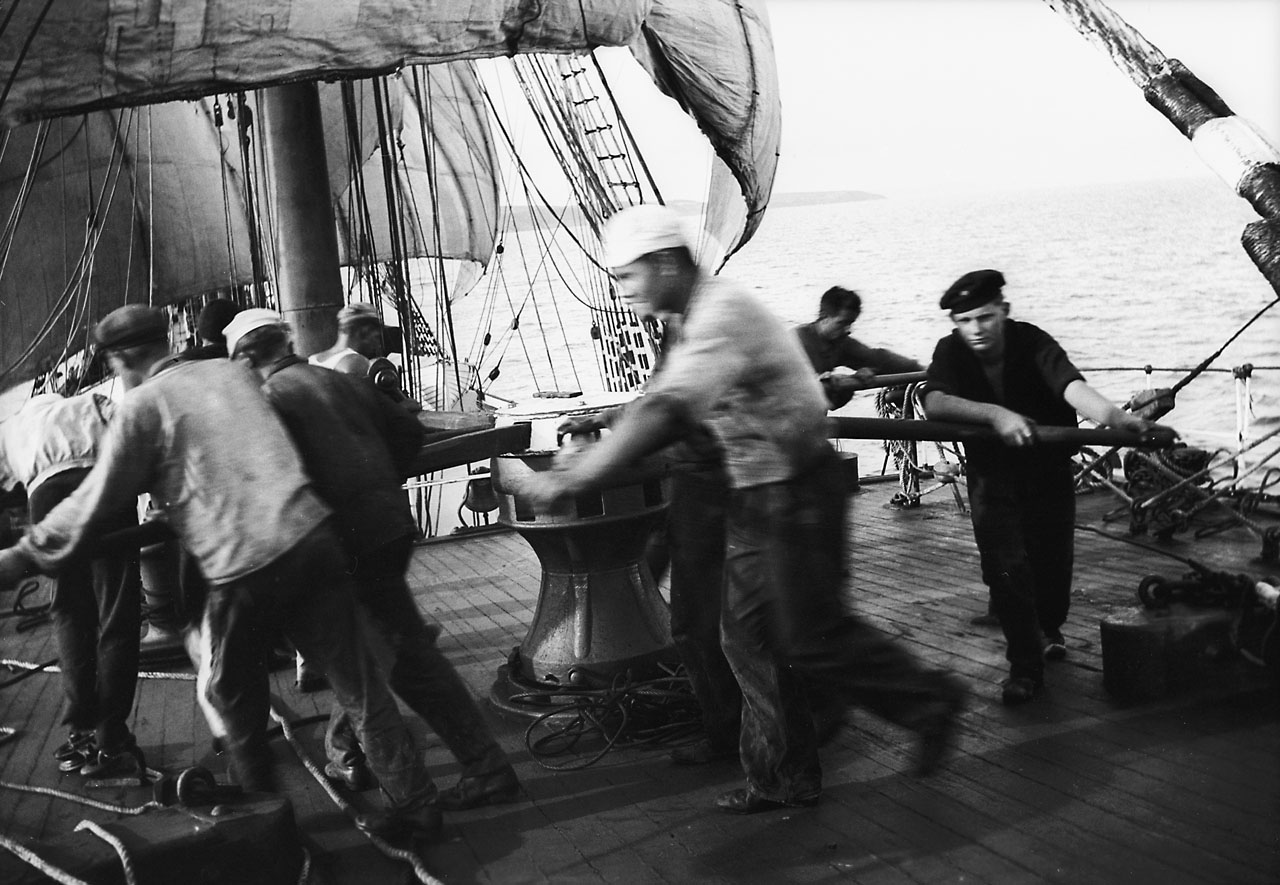
Использование ручного шпиля на парусном судне

Шпиль на деревянных парусных судах состоял из деревянного свободновращающегося вертикального барабана насаженного на вертикальный вал, утончающегося к середине высоты и горизонтальных рычагов (вымбовок), вставленных в отверстия верхней части шпиля. Рычаг изготавливался из берёзовой жерди, которая называлась «дрючок».

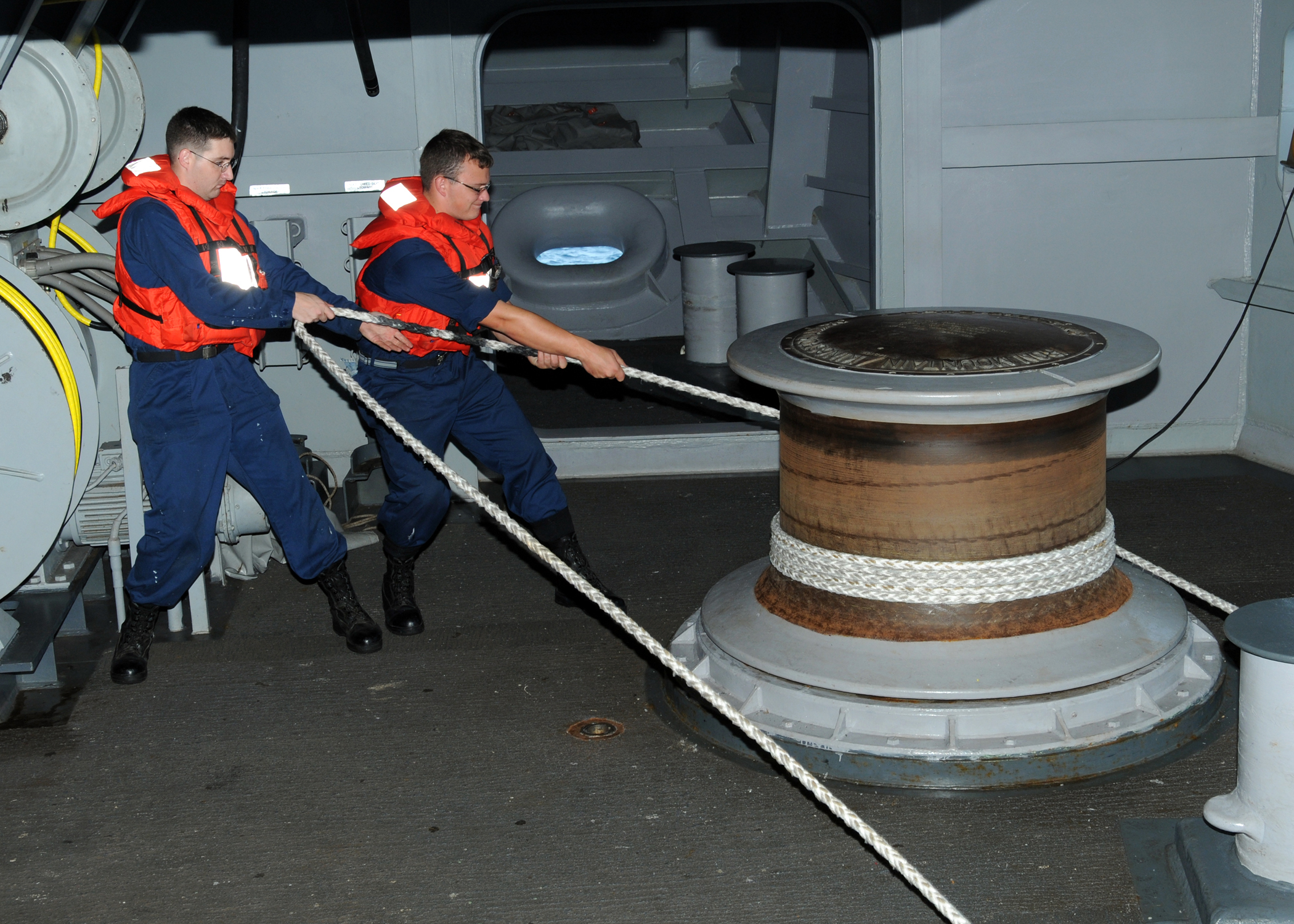
Работа швартовой команды на USS George H.W. Bush (CVN 77)

В настоящее время шпили изготовляются из чугуна. В основном имеют универсальную конструкцию, как для выборки канатов, так и для цепного каната с особыми впадинами в нижней части барабана для отдельных звеньев цепи. Для вытягивания проволочного каната шпиль делается из двух вертикальных барабанов, вращающихся в обратные стороны от шестерни, помещённой между ними. Барабаны имеют желоба на окружности, на которые канат обёртывается в виде восьмёрки.
Управление шпилем производится дистанционно из помещения от стационарного пульта управления в якорном и швартовном режимах или с палубы надстройки от поста управления выносного пульта в швартовном режиме.
Основные элементы шпиля
- Палгун — фундамент шпиля, прикреплённый к палубе и имеющий по окружности зубчатую рейку, по которой передвигается пал при вращении шпиля
- Баллер шпиля — кованый или литой монолитный вал, предназначенный для вращения барабана шпиля
- Степс — гнездо в палубе, в которое вставляется баллер шпиля
- Вельпы (вельпсы) — продольные выступы (ребра) на барабане шпиля, препятствующие скольжению тросов, обнесённых на барабан, при выбирании
- Вымбовка — деревянный или металлический рычаг, служащий для вращения шпиля вручную. Вымбовка вставляется в четырёхугольные гнёзда (шпильгаты) в голове шпиля
- Пал — металлический палец, служащий откидным стопором. Пал препятствует раскручиванию шпиля в обратную сторону
- Палгед — нижняя часть баллера шпиля, на которую насаживаются откидные стопора (палы)
- Турачка — барабан для выборки швартовых тросов при швартовке, установленный на конце вала шпиля
- Шпилевые машины — паровые, электрические, механические или гидравлические приводы шпиля

Конструкция современного гидравлического якорно-швартовного шпиля
- Герметичный корпус — внутри размещены: планетарный редуктор, дисковый тормоз, шестерённый насос, гидроцилиндр подъёма/опускания турачки (корпус которого одновременно является баллером), датчик длины вытравленной цепи
- Гидромотор
- Якорная звёздочка с тормозным шкивом
- Турачка
- Ленточный тормоз
- Гидрокомпенсатор